# Нагава
Нагава (яп. 長和町 Нагава-мати) — посёлок в Японии, находящийся в уезде Тииагата префектуры Нагано. Площадь посёлка составляет 183,95 км², население — 6320 человек (1 августа 2014), плотность населения — 34,36 чел./км².

## Географическое положение
Посёлок расположен на острове Хонсю в префектуре Нагано региона Тюбу. С ним граничат города Уэда, Мацумото, Сува, Тино и посёлки Симосува, Татесина.

## Население
Население посёлка составляет 6320 человек (1 августа 2014), а плотность — 34,36 чел./км². Изменение численности населения с 1980 по 2005 годы:
| 1980 | 8185 чел. |  |
| 1985 | 8052 чел. |  |
| 1990 | 7984 чел. |  |
| 1995 | 7886 чел. |  |
| 2000 | 7807 чел. |  |
| 2005 | 7304 чел. |  |